# بولفينية متطاولة
بولفينية متطاولة (الاسم العلمي:Paulownia elongata) هي نوع من النباتات تتبع جنس البولفينية من فصيلة البولفينية.